# Шумячер, Леонид Семёнович
Леони́д Семёнович Шумя́чер (12 января 1947, Ленинград — 13 января 1990) — советский звукооператор.

## Биография
Леонид Семёнович Шумячер родился 12 января 1947 года в городе Ленинграде.
Звукооператор киностудии «Ленфильм»
В 1970 году окончил электротехнический факультет Ленинградского института киноинженеров. В 1972 году был принят в штат киностудии «Ленфильм» в качестве ассистента звукооператора. В 1976 году Л. С. Шумячер, уже как звукооператор, примет участие в съёмках новеллы «Житейское дело» (режиссёр Михаил Ордовский) из одноимённого киноальманаха.
Член Союза кинематографистов СССР (Ленинградское отделение).
Умер 13 января 1990 года.

## Фильмография
1. 1976 — Киноальманах «Житейское дело». Новелла 3. Житейское дело  (короткометражный) (Режиссёр-постановщик: Михаил Ордовский)
2. 1976 — Первый рейс  (ТВ) (Режиссёр-постановщик: Аян Шахмалиева)
3. 1978 — Случайные пассажиры  (Режиссёр-постановщик: Михаил Ордовский)
4. 1979 — Последняя охота  (совместно с Эдуардом Ванунцем) (Режиссёр-постановщик: Игорь Шешуков)
5. 1979 — Таёжная повесть  (Режиссёр-постановщик: Владимир Фетин)
6. 1982 — Людмила  (Режиссёры-постановщики: Валентин Морозов, Сергей Данилин)
7. 1983 — Скорость  (совместно с Леонидом Гавриченко) (Режиссёр-постановщик: Дмитрий Светозаров)
8. 1983 — Эхо дальнего взрыва  (Режиссёр-постановщик: Валентин Морозов)
9. 1984 — Жил-был доктор...  (Режиссёр-постановщик: Вячеслав Сорокин)
10. 1985 — Порох  (Режиссёр-постановщик: Виктор Аристов)
11. 1986 — Прорыв  (Режиссёр-постановщик: Дмитрий Светозаров)
12. 1987 — Сказка про влюблённого маляра  (Режиссёр-постановщик: Надежда Кошеверова)
13. 1988 — День ангела  (Режиссёры-постановщики: Сергей Сельянов, Николай Макаров)
14. 1988 — Трудно первые сто лет  (Режиссёр-постановщик: Виктор Аристов)
15. 1989 — Кома  (Режиссёры-постановщики: Нийоле Адоменайте, Борис Горлов)

## Звукооператор дубляжа
1. 1976 — Семь похищенных женихов  (Режиссёр-постановщик: Сухбат Хамидов) («Таджикфильм»)
2. 1978 — Твой сын  (Режиссёр-постановщик: Гунар Пиесис) (Рижская киностудия)
3. 1979 — Хозяин Кырбоя  (Режиссёр-постановщик: Лейда Лайус) («Таллинфильм»)
4. 1981 — Чертёнок  (Режиссёр-постановщик: Хелле Мурдмаа) («Таллинфильм»)
5. 1987 — Дикие лебеди  (совместно с Кириллом Кузьминым) (Режиссёр-постановщик: Хелле Карлс)

1. 1968 — Жених и невеста  (Режиссёр-постановщик: Энрике Каррерас) (Аргентина/Мексика)
2. 1980 — Гонщик «Серебряной мечты»  (Режиссёр-постановщик: Девид Уикес) (Великобритания)
3. 1981 — Километры риска  (Режиссёр-постановщик: Дени Амар) (Франция)

## Признание и награды
- 1987 — Конкурс профессиональных премий киностудии «Ленфильм» и Ленинградского отделения Союза кинематографистов СССР за 1986 год. Премия имени И. Ф. Волка Леониду Шумячеру «За лучшую работу звукооператора» («Прорыв»).

Был звукооператором на фильмах, получивших признание в СССР:
- 1978 — Случайные пассажиры — Диплом Госкино на I Всесоюзном смотре работ молодых кинематографистов (1979).
- 1985 — Порох — Приз кинофестиваля «Молодое кино Ленинграда» (1987).